# فرانچسکو رودیو
فرانچسکو رودیو (انگلیسی: Francesco Rodio؛ زادهٔ ۵ آوریل ۲۰۰۱) بازیکن فوتبال است.